# Great Malvern Priory

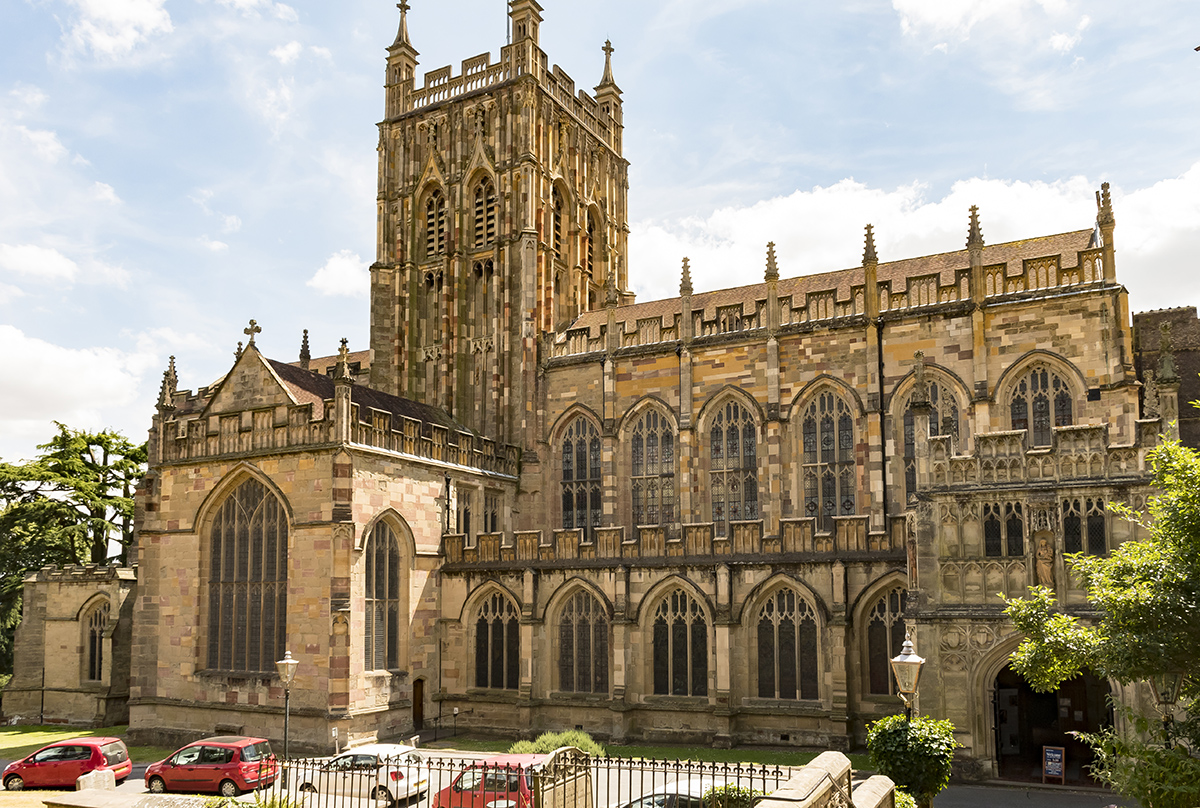
Great Malvern Priory

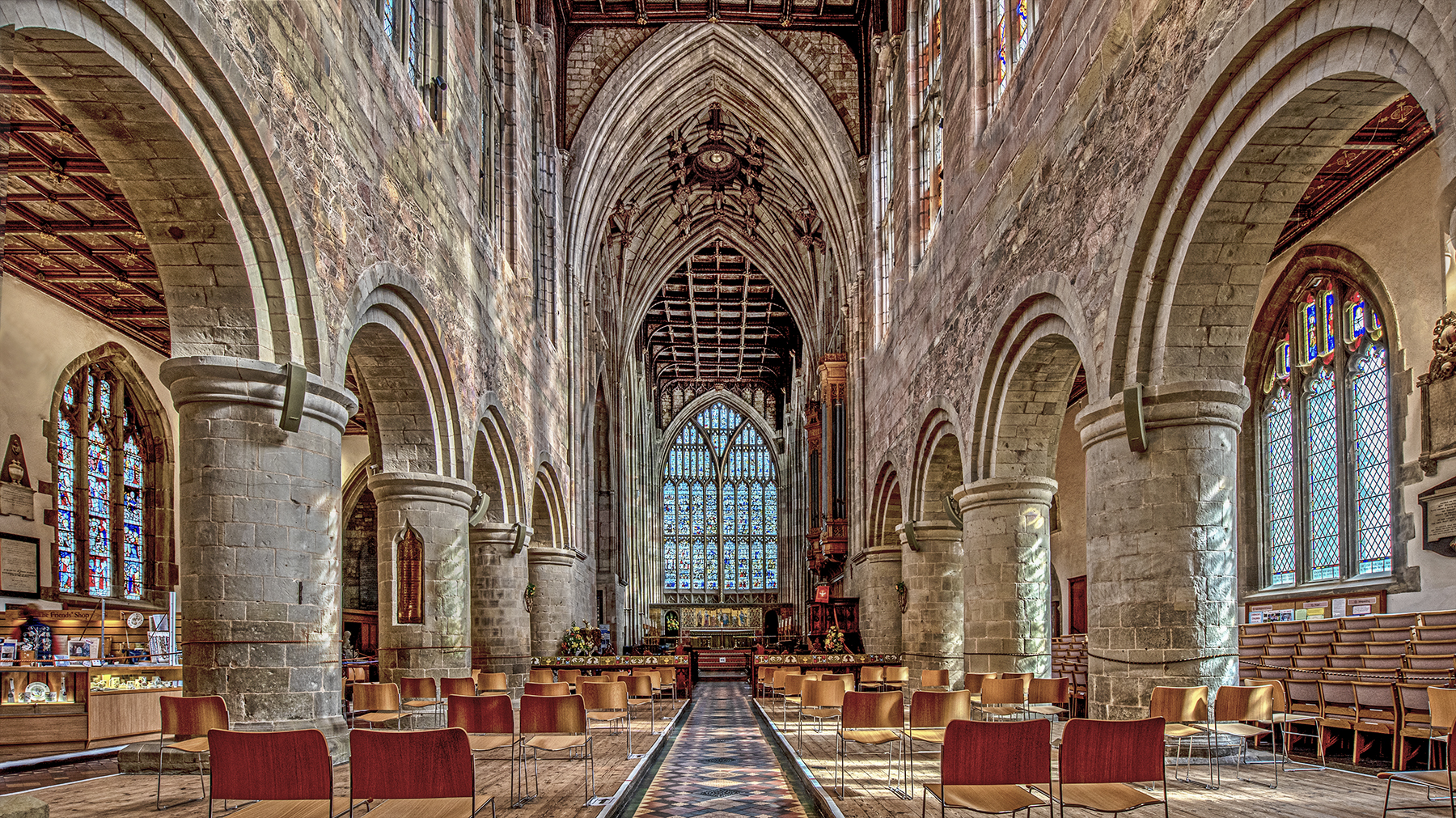
Langhaus

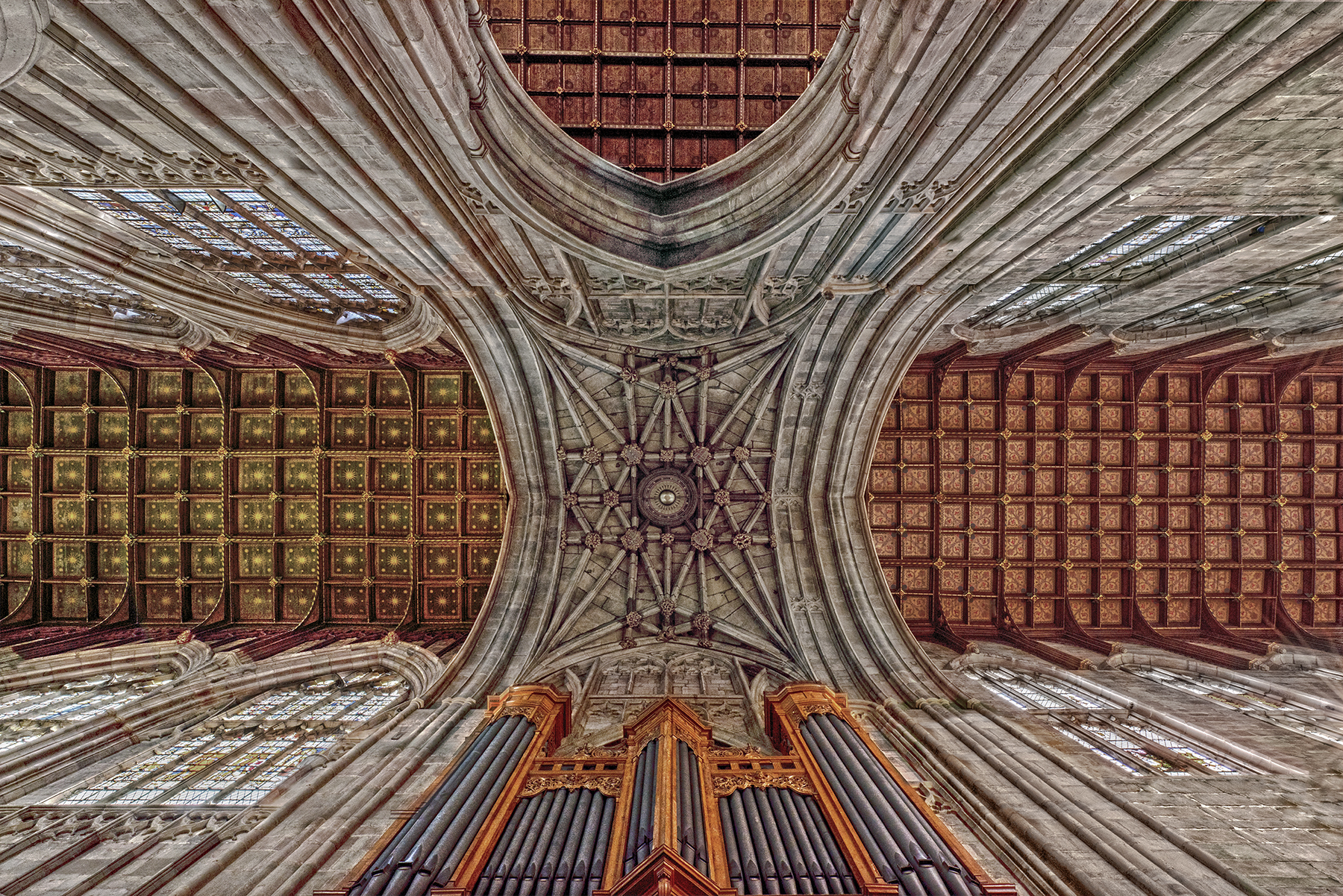
Gewölbe bzw. Decken der Vierung, des Langhauses und des Chors

Chorfenster (ca. 16. Jh.)

Die Great Malvern Priory in der westenglischen Stadt Great Malvern in der Grafschaft (county) Worcestershire ist eine ehemalige Prioratskirche und heutige anglikanische Pfarrkirche (Parish Church) der Stadt. Die das Patrozinium der Gottesmutter Maria (St Mary) und des Erzengels Michael (St Michael) tragende Kirche ist als Grade-I-Bauwerk eingestuft und gehört zum Major Churches Network.

## Lage
Die etwa 65 km (Fahrtstrecke) südlich von Birmingham gelegene und ca. 35.000 Einwohner zählende Stadt Great Malvern ist heute Teil der Großgemeinde Malvern; die traditionsreiche Stadt Gloucester mit ihrer Kathedrale liegt ca. 35 km südlich. Die Great Malvern Priory steht inmitten der Altstadt.

## Geschichte
Bereits in angelsächsischer Zeit gab es hier eine Mönchsgemeinde und eine kleine Kirche. Diese wurde im 11. Jahrhundert von Edward dem Bekenner (reg. 1042–1066) gefördert. Nach der normannischen Eroberung Englands integrierte der Hl. Wulfstan, Bischof von Worcester, das kleine Kloster und setzte einen Einsiedler namens Aldwyn als Prior ein. Im Jahr 1085 wurde mit dem Bau der heutigen Kirche begonnen. Um das Jahr 1120 übernahm Walcher von Malvern († 1035), gemäß seiner Grabinschrift ein „großer Philosoph und Astronom aus Lothringen“ (Philosophus bonus dignus Astrologus lotharingus), das Amt des Vorstehers des von der etwa 200 km südwestlich gelegenen Westminster Abbey in London abhängigen Priorats. In der Zeit der englischen Reformation unter Heinrich VIII. wurde das Priorat aufgelöst; die Kirche blieb jedoch als Pfarrkirche erhalten. Im 19. Jahrhundert wurde sie wiederholt restauriert. 

## Architektur
Die auf einem rechteckigen Grundriss erbaute dreischiffige Kirche hat nur einen Querhausarm und ist basilikal angelegt. Im Langhaus sind die normannischen Rundpfeiler der ersten Bauphase noch deutlich erkennbar, doch ist der heutige Gesamteindruck der aufgrund der zahlreichen Maßwerkfenster eher hell wirkenden Kirche spätgotisch. Mittelschiff und Seitenschiffe haben flache Holzdecken; das netzartig gestaltete Vierungsgewölbe besteht hingegen aus Stein. Höhepunkt ist das im 16. Jahrhundert geschaffene Chorfenster im Perpendicular Style.

## Ausstattung
Das Chorfenster hat noch seine Verglasung aus dem 16. Jahrhundert; die übrigen Glasfenster stammen – bis auf das nördliche Querhausfenster (1501) – aus dem 19. Jahrhundert. Das Chorgestühl mit seinen Miserikordien ist nur zum Teil ein Werk des 15. Jahrhunderts. Die über 1000 Wandfliesen im Chorbereich stammen hingegen allesamt aus der Mitte des 15. Jahrhunderts.

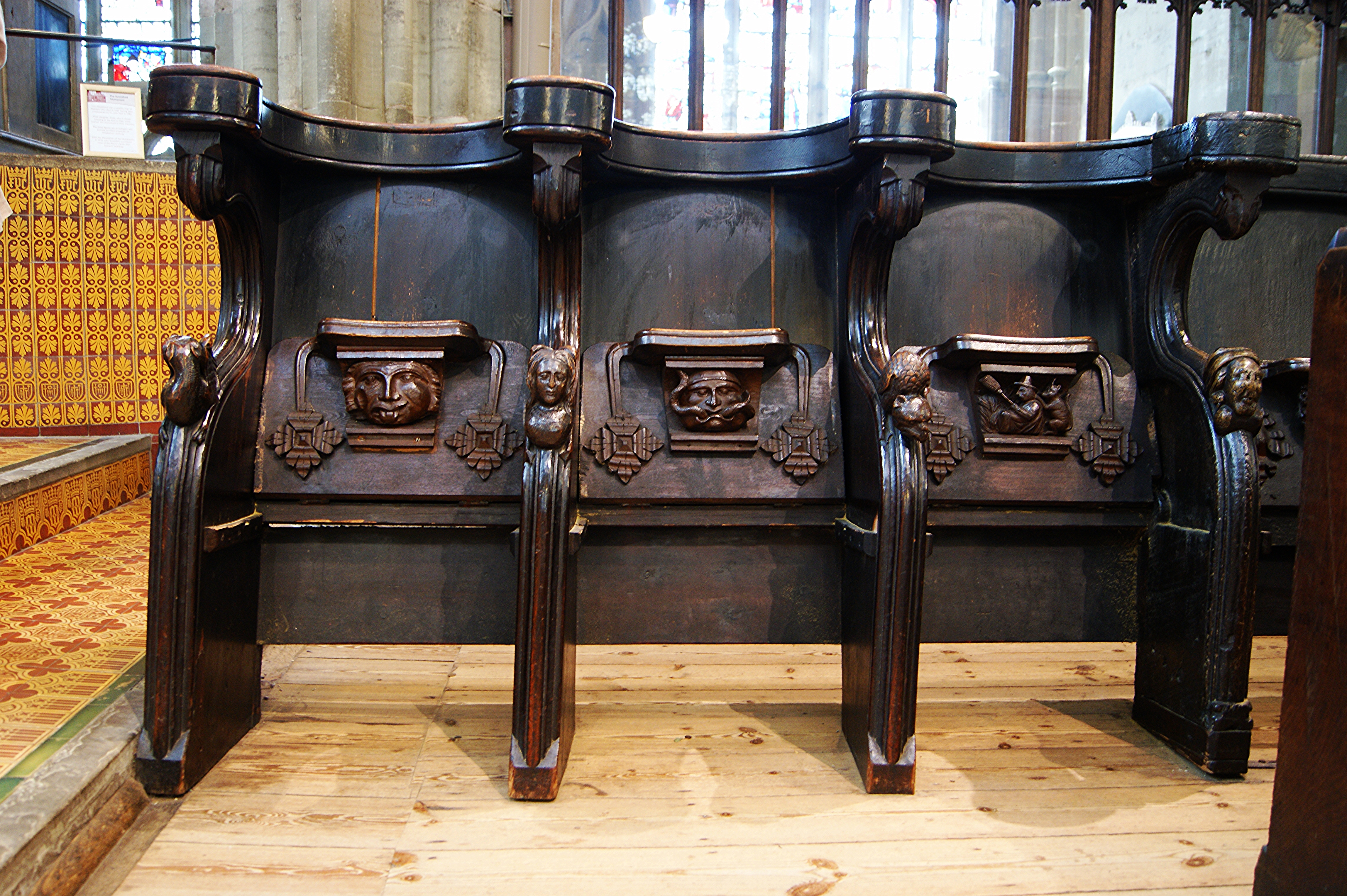
Chorgestühl und Wandfliesen
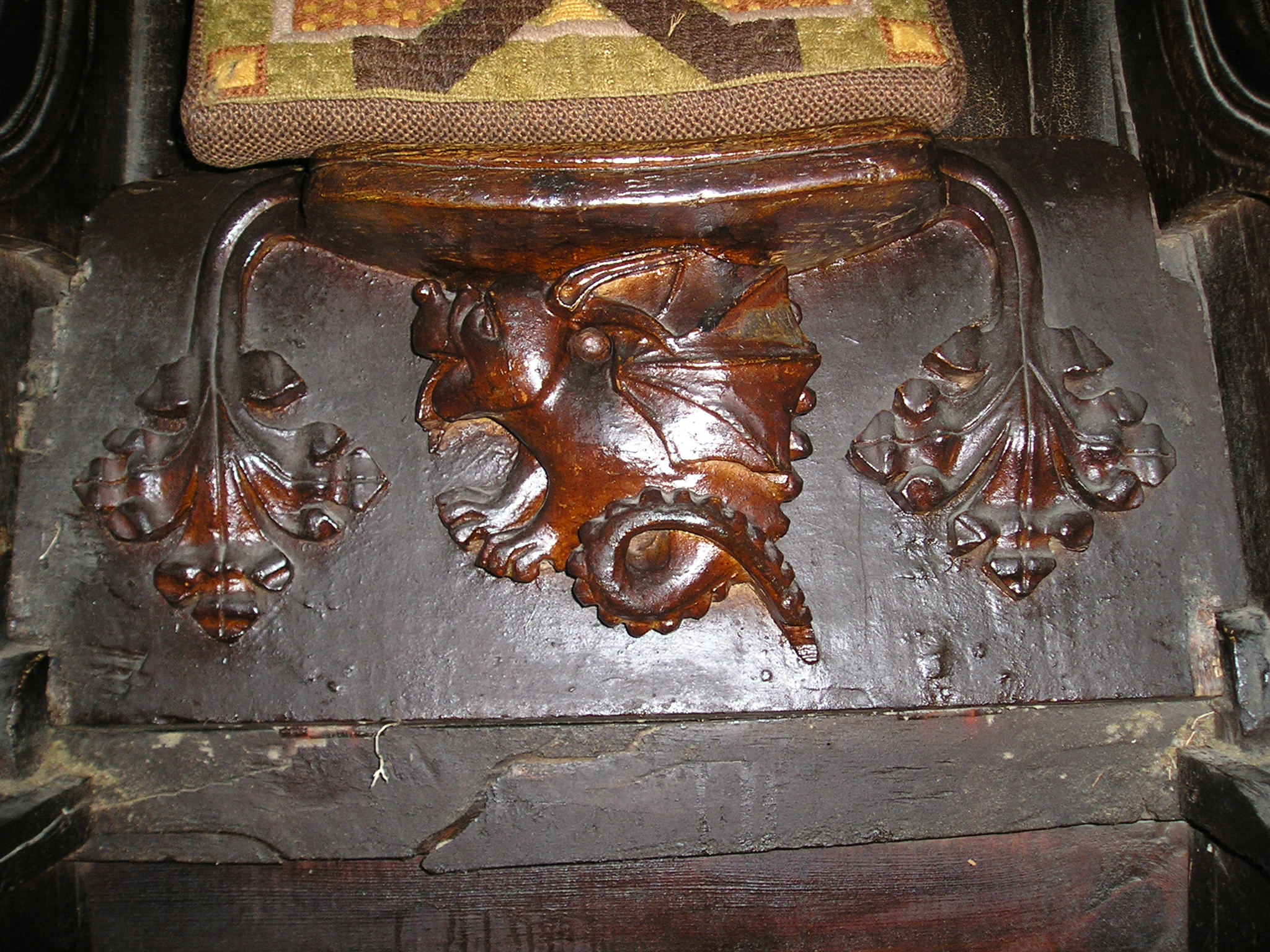
Miserikordie (Lindwurm)
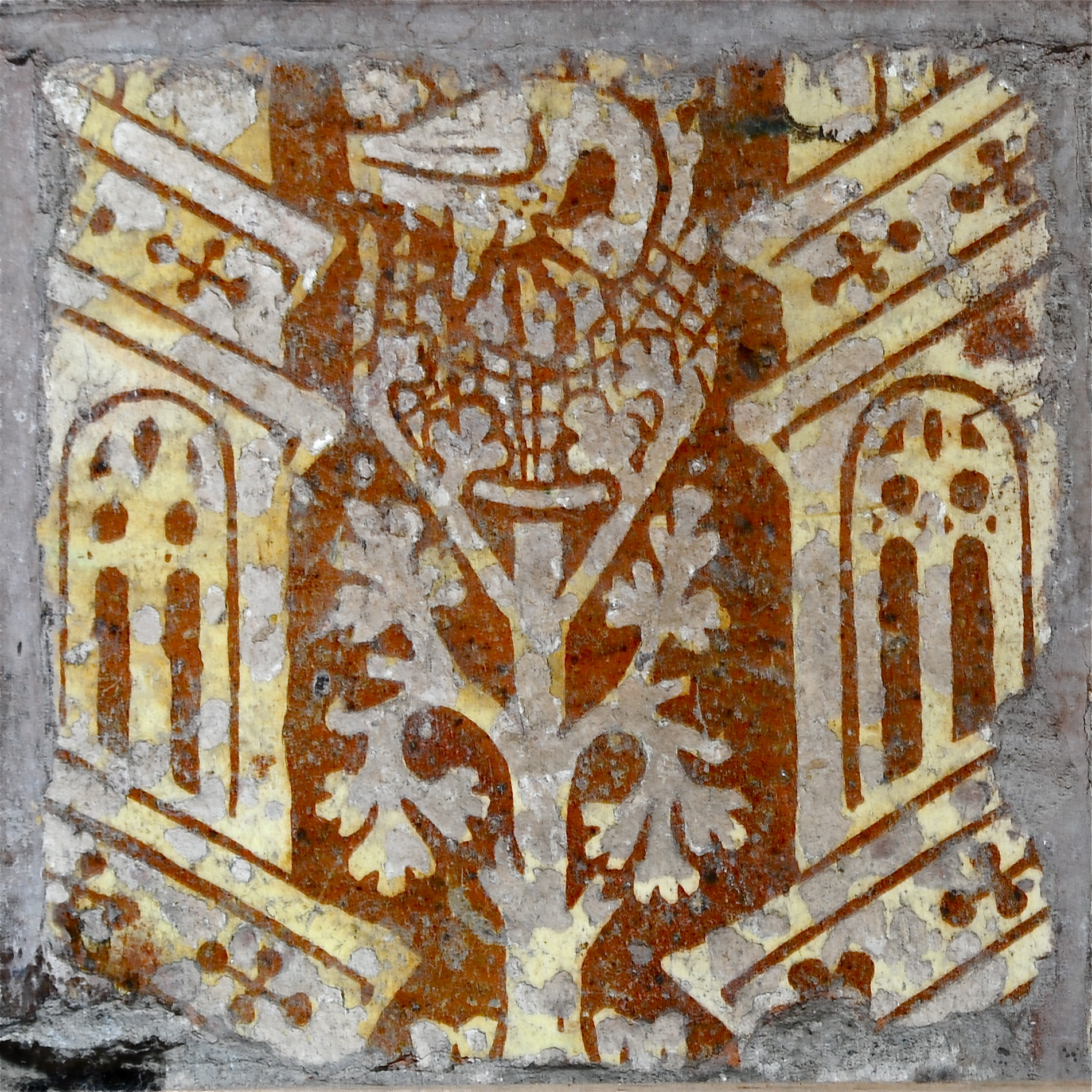
Wandfliese